# Mirosław Drozdek
Mirosław Drozdek, SAC (ur. 14 sierpnia 1942 w Zakrzewie, zm. 25 maja 2007 w Zakopanem) – ksiądz katolicki, pallotyn, kustosz Sanktuarium Matki Bożej Fatimskiej w Zakopanem. Był przyjacielem Jana Pawła II. Współpracował z Radiem Maryja. W latach 1980–2006 był kapelanem NSZZ „Solidarność” w Zakopanem.

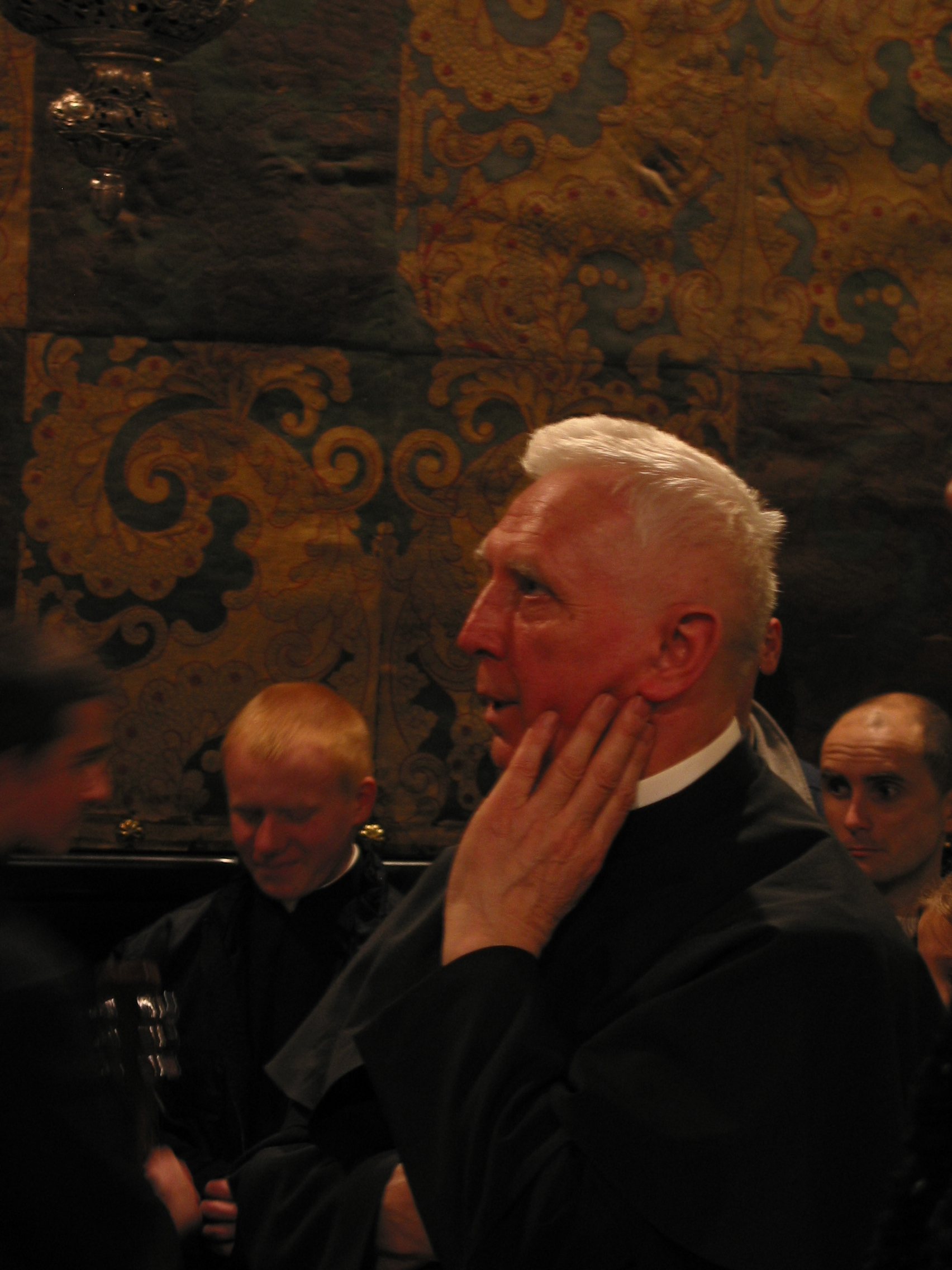
Ks. Mirosław Drozdek na Jasnej Górze w kaplicy Matki Boskiej Częstochowskiej – Królowej Polski

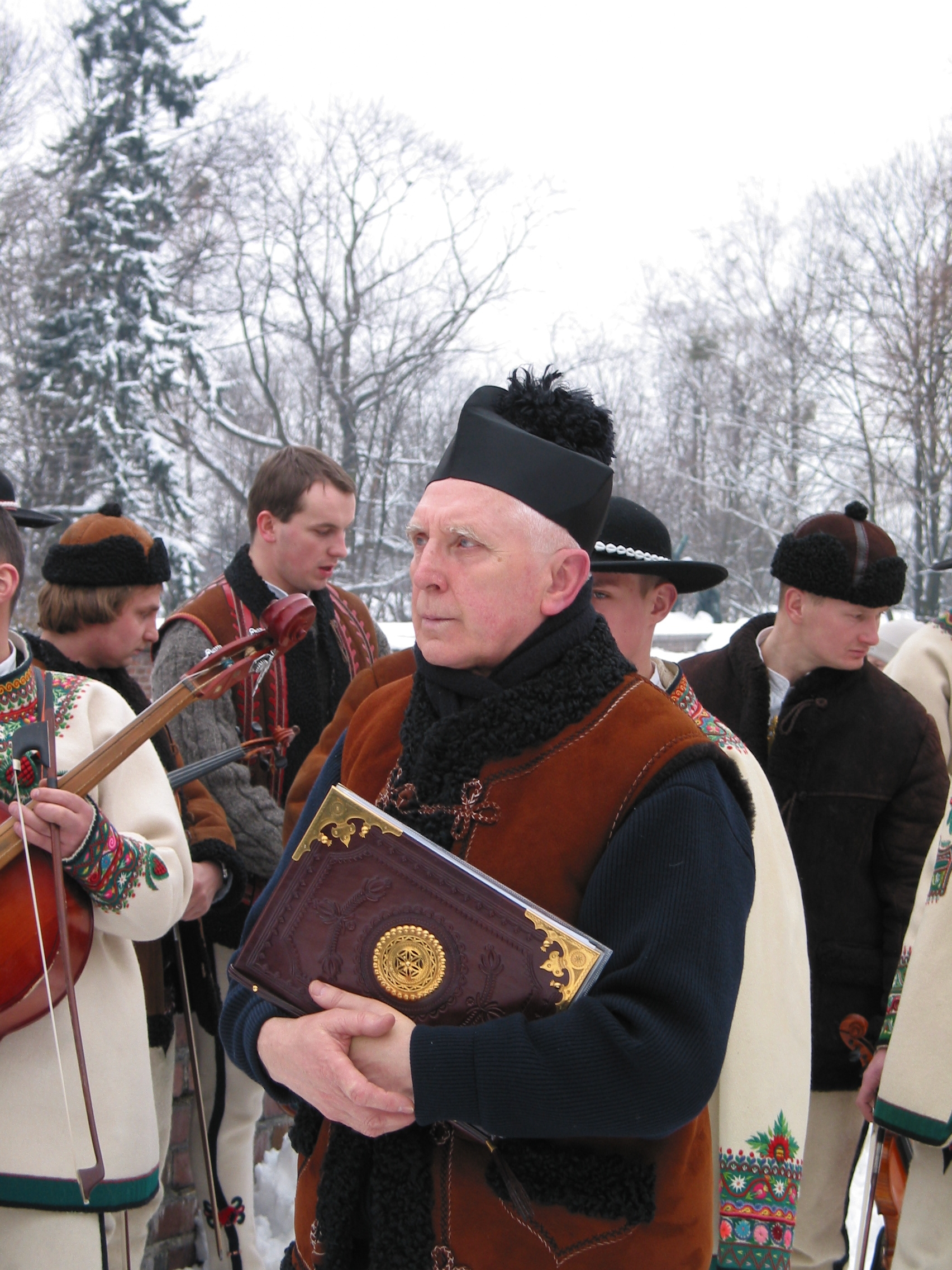
Ks. Mirosław Drozdek, twórca sanktuarium fatimskiego w Zakopanem

## Życie i działalność
W 1962 wstąpił do Stowarzyszenia Apostolstwa Katolickiego (Księży Pallotynów) w Otwocku, a następnie przeniósł się do Ożarowa Mazowieckiego. Święcenia kapłańskie przyjął dnia 14 czerwca 1970 w Ołtarzewie z rąk bp. Bronisława Wacława Dąbrowskiego. W 1974 został wikariuszem w Poznaniu.

Od 1979 pracował w Zakopanem. Był pierwszym kapelanem miejscowej „Solidarności”, szczególnie środowisk nauczycieli i służby zdrowia. Z jego inicjatywy wzniesiono na Krzeptówkach Sanktuarium Matki Bożej Fatimskiej, jako votum dziękczynne za ocalenie życia Jana Pawła II po zamachu 13 maja 1981. Papież konsekrował je 7 czerwca 1997 roku i powiedział wówczas, że: 

Sanktuarium na Krzeptówkach jest mi w najszczególniejszy sposób bliskie i drogie. Za przyczyną Matki Bożej Fatimskiej życie zostało mi na nowo darowane. Przybyłem do was, aby wam podziękować za waszą dobroć, pamięć i modlitwę, która tu trwa nadal. Dziękuję wszystkim za tę świątynię. Zawiera ona waszą miłość do Kościoła i papieża.

Sanktuarium odwiedza około milion pielgrzymów rocznie. Ks. Mirosław Drozdek był także pomysłodawcą i organizatorem największych uroczystości kościelnych na terenie Zakopanego, m.in. procesji fatimskich.
Ks. Drozdek był również organizatorem wielu góralskich pielgrzymek do Watykanu. To jego parafianie podczas pogrzebu Jana Pawła II reprezentowali Polskę niosąc dary ofiarne w trakcie mszy.
Większą część życia poświęcił propagowaniu przesłania z Fatimy oraz krzewieniu idei modlitwy za Ojca Świętego.
W 2004 przekazał ikonę Matki Bożej Częstochowskiej otrzymaną od Jana Pawła II z jego watykańskiej kaplicy ojcu Tadeuszowi Rydzykowi z prośbą, aby ten wybudował sanktuarium Matki Bożej, w którym umieści obraz.
O rozmowach i spotkaniach z Janem Pawłem II, a także swoim pośrednictwie między siostrą Łucją a Janem Pawłem II opowiedział w jednym z ostatnich wywiadów w książce Blask świętości – wydawnictwo „Adam”, Warszawa 2008.

## Koniec życia
Od wielu lat ks. Mirosław Drozdek cierpiał na chorobę nowotworową. W styczniu 2007 przeszedł ciężką operację. Zmarł 25 maja 2007 roku, w wieku niespełna 65 lat. Uroczystości pogrzebowe odbyły się 28 maja 2007. Przewodniczył im metropolita krakowski – Kardynał Stanisław Dziwisz. Na pogrzebie obecnych było 200 kapłanów i tysiące wiernych. Ks. Mirosław Drozdek spoczął w krypcie na terenie sanktuarium na Krzeptówkach.

## Kontrowersje
W lutym 2006 „Tygodnik Podhalański” opublikował artykuł sugerujący, że ks. Drozdek mógł być w latach 80. tajnym współpracownikiem SB o pseudonimie „Ewa”, ten jednak kategorycznie zaprzeczył i na początku marca wniósł do sądu pozew o ochronę dóbr osobistych przeciwko autorowi publikacji. Domagał się przeprosin w ogólnopolskich mediach oraz darowizny na rzecz Caritas. Proces zakończył się w czerwcu tegoż roku ugodą mówiącą m.in., że zamiarem dziennikarza „Tygodnika” nie było twierdzenie, jakoby ks. Drozdek miał być agentem SB, a jedynie zadanie publicznie pewnego pytania, bez odpowiedzi własnej. O współpracę z SB proboszcza z parafii na Krzeptówkach oskarżała też „Gazeta Wyborcza” w wielu tekstach swoich publicystów. Instytut Pamięci Narodowej oświadczył, że zachowane dokumenty SB nie wskazują do końca, że TW „Ewą”, był ks. Drozdek.

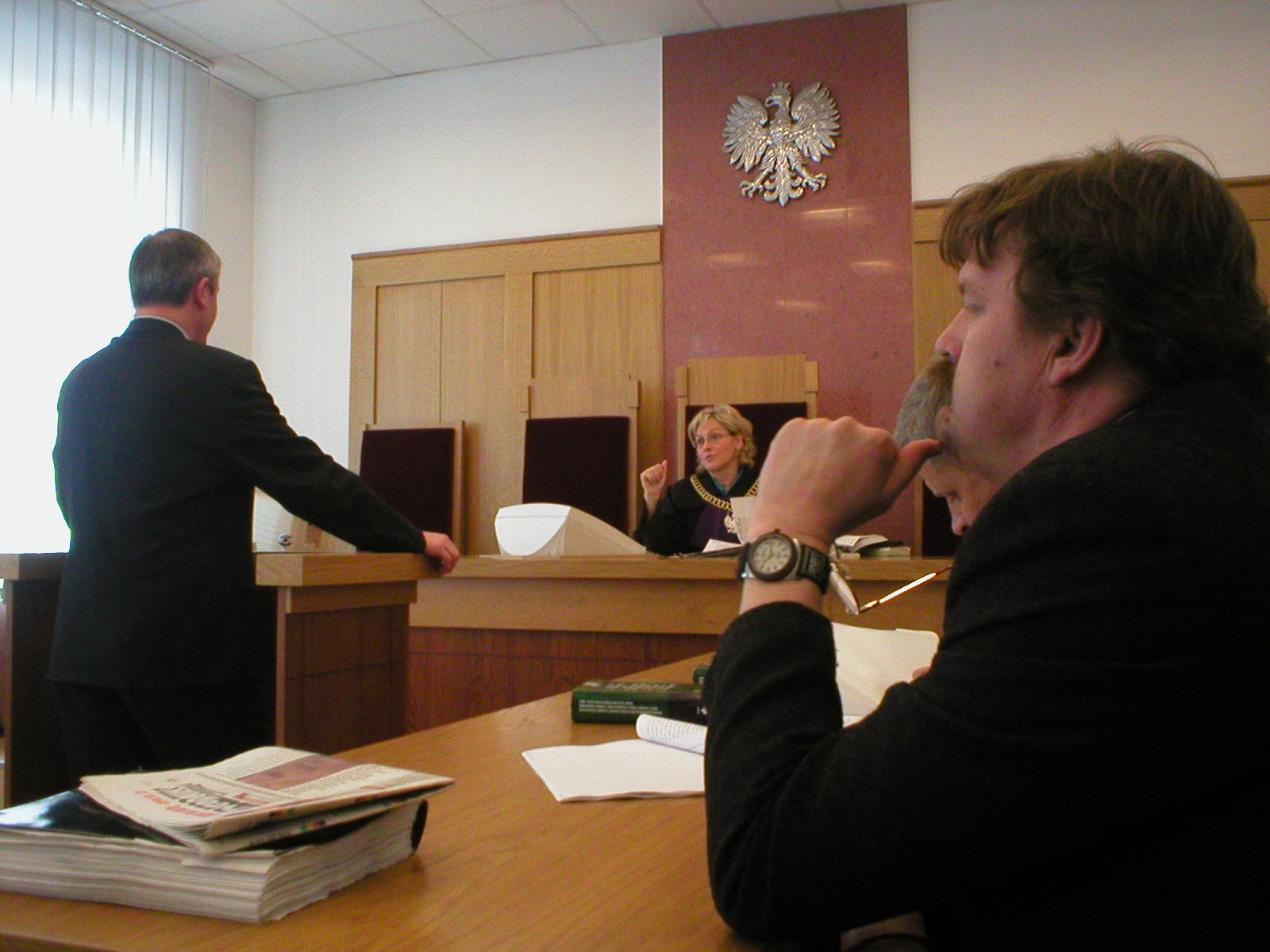
Jerzy Jurecki jako pozwany w Sądzie Okręgowym w Nowym Sączu podczas procesu cywilnego wytoczonego przez ks. Mirosława Drozdka

Ks. Drozdka bronili podhalańscy posłowie, samorządowcy i przedsiębiorcy. W specjalnym liście wezwali nawet do bojkotu „Tygodnika Podhalańskiego”.
Andrzej Szczepański, były szef SB w Zakopanem jednoznacznie stwierdził, że ks. Drozdek nie był tajnym współpracownikiem służb PRL i na nikogo nie donosił.
Tuż przed śmiercią, ks. Mirosław Drozdek wyznał, że już dawno wybaczył tym, którzy zarzucali mu współpracę z SB.